# Paluküla (Kastre)
Paluküla is een plaats in de Estlandse gemeente Kastre, provincie Tartumaa. De plaats heeft de status van dorp (Estisch: küla) en telt 12 inwoners (2021).
De plaats lag tot in oktober 2017 in de gemeente Haaslava. In die maand ging de gemeente op in de fusiegemeente Kastre.

## Geschiedenis
Paluküla stond achtereenvolgens bekend onder de namen Palakilla (1582), Palokila (1585), Pallekull (1601), Pallokylle (1638) en Pallo (1796). Het dorp lag op het landgoed van Brinkenhof (Kriimani). In 1977 werd het dorp opgedeeld tussen de buurdorpen Kriimani en Uniküla. In 1997 werd Paluküla weer als dorp hersteld.
In de vroegere gemeente Võnnu lag ook een dorp dat Paluküla heette. Het grensde aan Paluküla in de gemeente Haaslava, maar verdween in 1977, toen het bij het buurdorp Kurista werd gevoegd. Dit dorp kwam daarna niet meer terug.